# Limnonectes leporinus
Espèce
Synonymes
- Rana macrodon var. leporina Andersson, 1923

Statut de conservation UICN

 LC  : Préoccupation mineure
Limnonectes leporinus est une espèce d'amphibiens de la famille des Dicroglossidae.

## Répartition
Cette espèce est endémique de Bornéo. Elle se rencontre au Kalimantan, en Malaisie orientale et au Brunei en dessous de 700 m d'altitude.

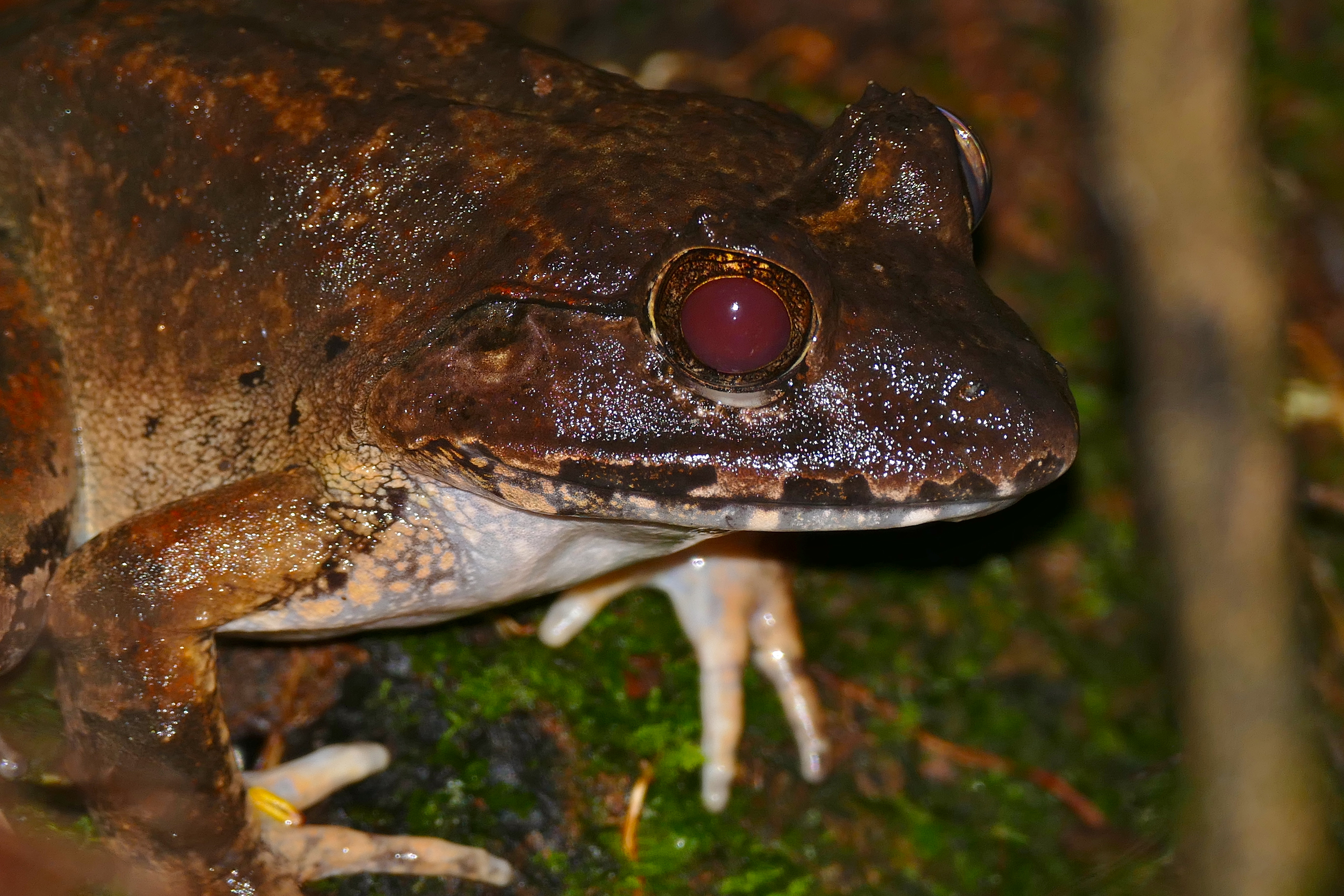
Limnonectes leporinus
(Sarawak, Malaisie)

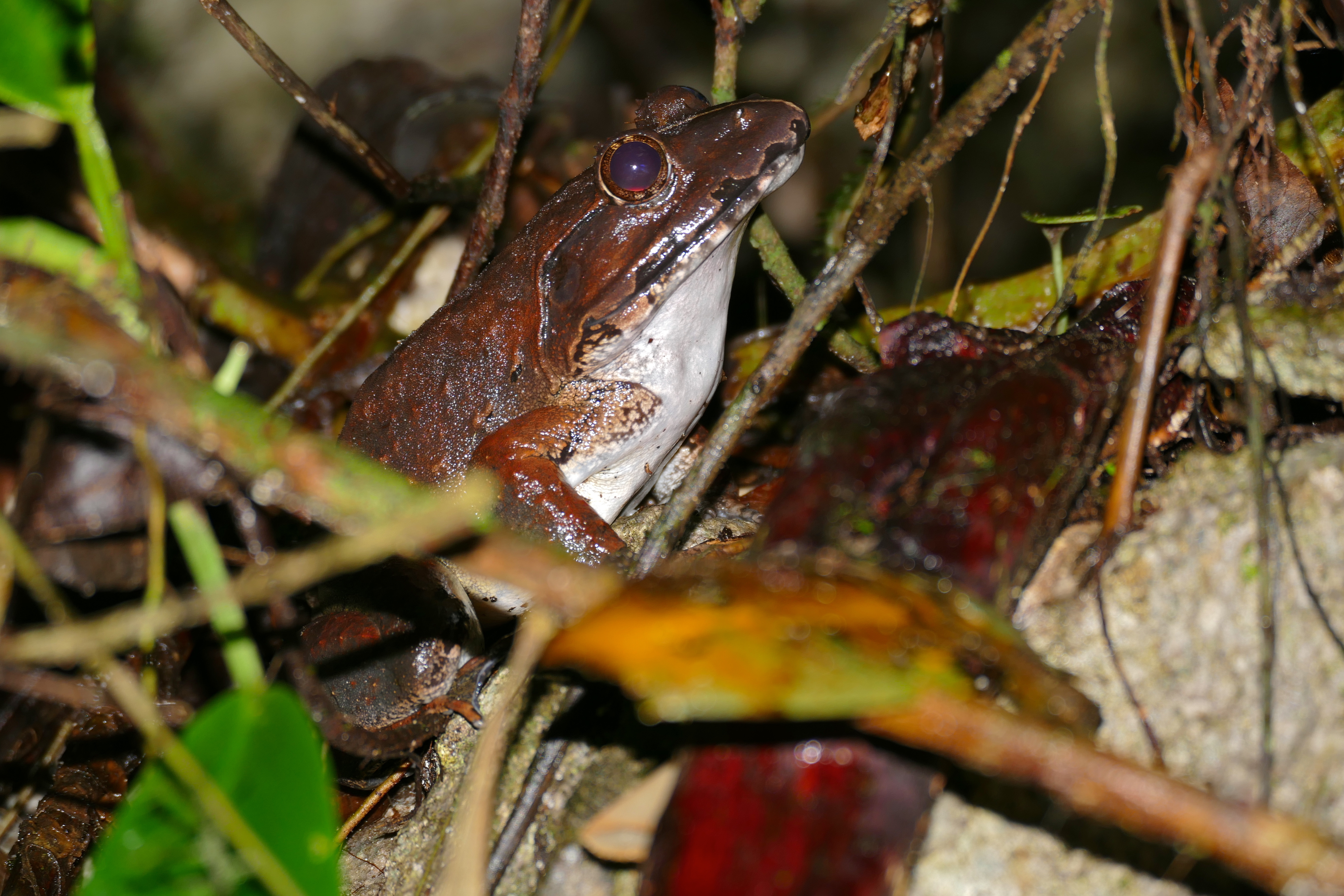
Limnonectes leporinus
(Sarawak, Malaisie)

## Publication originale
- Andersson, 1923 : Some reptiles and batrachians from Central Borneo. Meddelelser fra det Zoologiske Museum, Oslo, vol. 7, p. 119-125.